# Carnival Pride
Carnival Pride è una nave da crociera della Carnival Cruise Lines, facente parte della Spirit Class. Registrata a Panama, come la sua gemella che l'ha preceduta è una nave Panamax, cioè una nave che, per le sue dimensioni, può transitare attraverso il canale di Panama.

## Porto di armamento
- Baltimora, Maryland

## Navi gemelle
- Carnival Spirit
- Carnival Legend
- Carnival Miracle
- Costa Atlantica
- Costa Mediterranea